# Top Model
Top Model (do 3. edycji: Top Model. Zostań Modelką) – polski program telewizyjny typu reality show, emitowany przez TVN od 8 września 2010, oparty na amerykańskim formacie America’s Next Top Model.
Do 2013 udział w nim brały tylko kobiety, od 2014 udział mogą brać również mężczyźni.

## Charakterystyka programu
Jurorzy programu wyłaniają 50 uczestników w trakcie ogólnopolskich castingów. W trzecim odcinku wybrani kandydaci biorą udział w obozie (tzw. bootcampie), na którym zostają poddane wielu zadaniom. Jurorzy wyłaniają spośród nich od 13 do 15 uczestników, którzy wprowadzają się domu modelek i modeli, gdzie prowadzą wielotygodniową rywalizację. W 13. edycji bootcamp nie został zorganizowany, a wyłoniona na castingach dwudziestka zakwalifikowała się do domu Top Model; po pokazie i sesji zdjęciowej w odcinku 3. i 4. wyłoniono najlepsza czternastkę. W kolejnych odcinkach odpadają kolejni uczestnicy, których wskazują jurorzy, a zwycięzcę finału wyłaniają telewidzowie. Aby dostać się do programu, kobiety musiały spełniać dwa warunki: musi mieć minimum 170 cm wzrostu i być w wieku 18-27 lat. Od czwartej edycji do programu zgłaszać mogą się także mężczyźni mający 180 cm wzrostu i w przedziale wiekowym 18-30 lat. Od siódmej edycji została zniesiona bariera wiekowa, jak i wymiarowa dla uczestników. Niepełnoletni uczestnicy mogą wziąć udział w castingu i programie za pisemną zgodą rodzica lub opiekuna prawnego.
Nagrodami w programie były kontrakt z Max Factor, sesja zdjęciowa na okładkę „Glamour” i międzynarodowy kontrakt z agencją modelek (wcześniej Next, później Selective Managment). Od 12. edycji główna nagroda pieniężna została podwojona z 100 tys. zł na 200 tys. zł.
W ósmej edycji programu wprowadzono tzw. złoty bilet, którego zdobywca trafia bezpośrednio do domu modeli i modelek bez konieczności udziału w tzw. boot campie. Na przestrzeni lat zdobywcami złotego biletu byli: Klaudia El Dursi, Weronika Kaniewska, Weronika Zoń, Aleksandra Helis, Tadeusz Mikołajczak i Julia Knach. Od dziewiątej do dwunastej edycji przyznawany był również tzw. srebrny bilet. Każdy z jurorów oraz Michał Piróg wybierali po jednym kandydacie, których los pozostawał w rękach internautów. To oni mogli głosować na swojego faworyta, a osoba o największej liczbie głosów pomijała etap castingów i od razu trafiała na bootcamp.. Zdobywcami srebrnego biletu byli: Dominik Bereżański, Anna Szczepańska, Fabian Sokołowski i Lena Gruczka.

## Ekipa

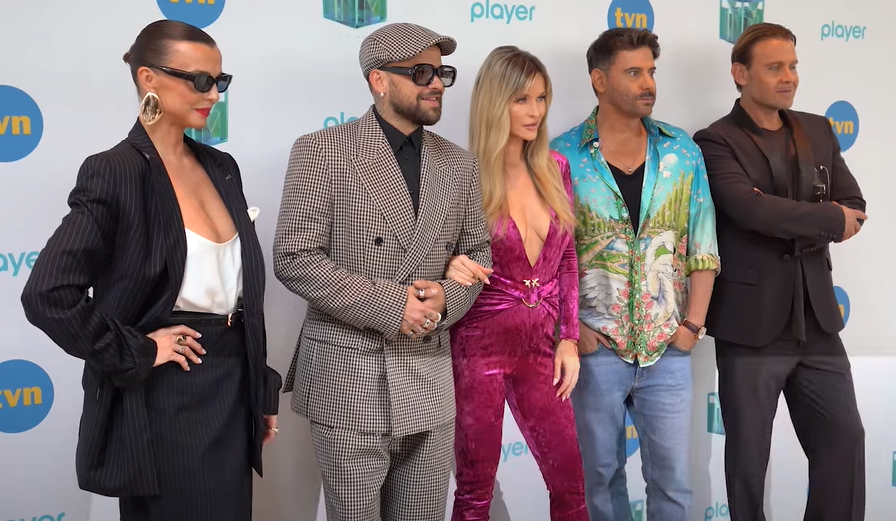
Jury oraz prowadzący programu (2023)

| Prowadzący             | Edycja     | Edycja     | Edycja     | Edycja     | Edycja     | Edycja     | Edycja     | Edycja     | Edycja     | Edycja     | Edycja     | Edycja     | Edycja     | Edycja     |
| Prowadzący             | 1          | 2          | 3          | 4          | 5          | 6          | 7          | 8          | 9          | 10         | 11         | 12         | 13         | 14         |
| ---------------------- | ---------- | ---------- | ---------- | ---------- | ---------- | ---------- | ---------- | ---------- | ---------- | ---------- | ---------- | ---------- | ---------- | ---------- |
| Joanna Krupa           | Prowadząca | Prowadząca | Prowadząca | Prowadząca | Prowadząca | Prowadząca | Prowadząca | Prowadząca | Prowadząca | Prowadząca | Prowadząca | Prowadząca | Prowadząca | Prowadząca |
| Michał Piróg           | Prowadzący | Prowadzący | Prowadzący | Prowadzący | Prowadzący | Prowadzący | Prowadzący | Prowadzący | Prowadzący | Prowadzący | Prowadzący | Prowadzący | Prowadzący | Prowadzący |
| Sofia Konecka-Menescal |            |            |            |            |            |            |            |            |            |            |            |            | Prowadząca |            |
| Magdalena Mielcarz     | Finał      |            |            |            |            |            |            |            |            |            |            |            |            |            |
| Bartosz Węglarczyk     | Finał      |            |            |            |            |            |            |            |            |            |            |            |            |            |
| Olivier Janiak         |            | Finał      |            |            |            |            |            |            |            |            |            |            |            |            |
| Kinga Rusin            |            |            |            | Finał      |            |            |            |            |            |            |            |            |            |            |
| Magda Mołek            |            |            |            |            |            |            |            | Finał      |            |            |            |            |            |            |

### Jury
| Juror                      | Edycja       | Edycja       | Edycja       | Edycja       | Edycja       | Edycja       | Edycja       | Edycja       | Edycja       | Edycja       | Edycja       | Edycja       | Edycja       | Edycja       |
| Juror                      | 1            | 2            | 3            | 4            | 5            | 6            | 7            | 8            | 9            | 10           | 11           | 12           | 13           | 14           |
| -------------------------- | ------------ | ------------ | ------------ | ------------ | ------------ | ------------ | ------------ | ------------ | ------------ | ------------ | ------------ | ------------ | ------------ | ------------ |
| Joanna Krupa               | Główny juror | Główny juror | Główny juror | Główny juror | Główny juror | Główny juror | Główny juror | Główny juror | Główny juror | Główny juror | Główny juror | Główny juror | Główny juror | Główny juror |
| Dawid Woliński             | Juror        | Juror        | Juror        | Juror        | Juror        | Juror        | Juror        | Juror        | Juror        | Juror        | Juror        | Juror        | Juror        | Juror        |
| Marcin Tyszka              | Juror        | Juror        | Juror        | Juror        | Juror        | Juror        | Juror        | Juror        | Juror        | Juror        | Juror        | Juror        | Juror        | Juror        |
| Katarzyna Sokołowska       |              |              | Jurorka      | Jurorka      | Jurorka      | Jurorka      | Jurorka      | Jurorka      | Jurorka      | Jurorka      | Jurorka      | Jurorka      | Jurorka      | Jurorka      |
| Karolina Korwin Piotrowska | Jurorka      | Jurorka      |              |              |              |              |              |              |              |              |              |              |              |              |

### Trenerzy modeli
| Trener                 | Edycja   | Edycja   | Edycja | Edycja | Edycja | Edycja | Edycja | Edycja | Edycja | Edycja | Edycja | Edycja   | Edycja   |
| Trener                 | 1        | 2        | 3      | 4      | 5      | 6      | 7      | 8      | 9      | 10     | 11     | 12       | 13       |
| ---------------------- | -------- | -------- | ------ | ------ | ------ | ------ | ------ | ------ | ------ | ------ | ------ | -------- | -------- |
| Michał Piróg           | Trener   | Trener   | Trener | Trener | Trener | Trener | Trener | Trener | Trener | Trener | Trener | Trener   | Trener   |
| Magdalena Mielcarz     | Trenerka |          |        |        |        |        |        |        |        |        |        |          |          |
| Weronika Lewicka       |          | Trenerka |        |        |        |        |        |        |        |        |        |          |          |
| Sylwia Butor           |          |          |        |        |        |        |        |        |        |        |        | Trenerka |          |
| Sofia Konecka-Menescal |          |          |        |        |        |        |        |        |        |        |        |          | Trenerka |

## Pierwsza edycja (2010)

### Wyniki

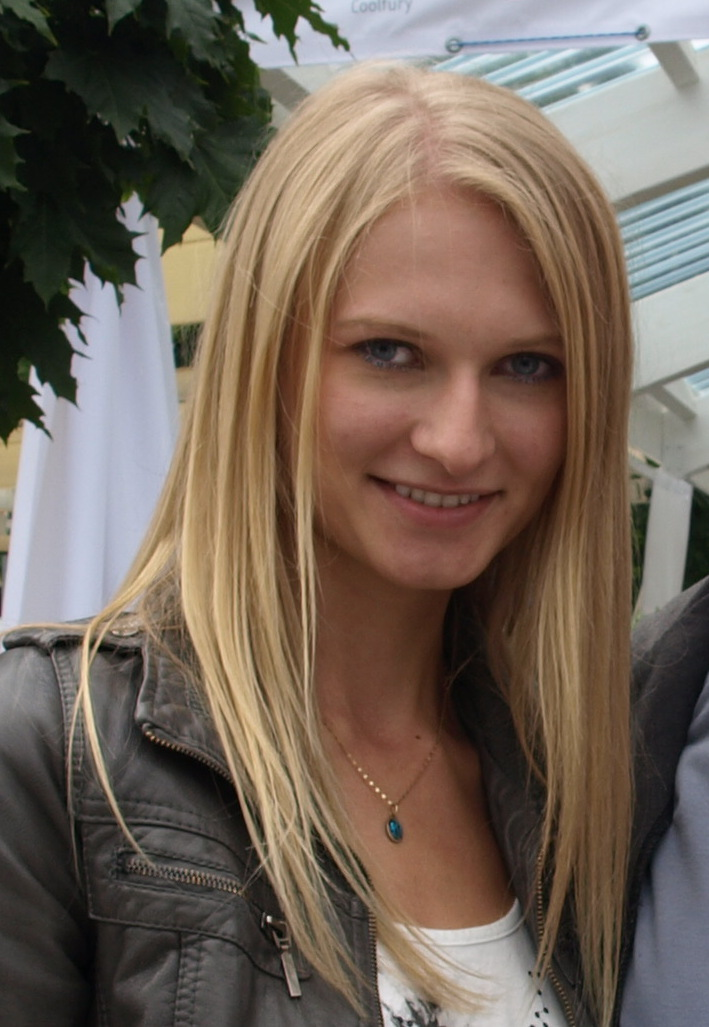
Anna Piszczałka zajęła 3. miejsce w pierwszej edycji programu

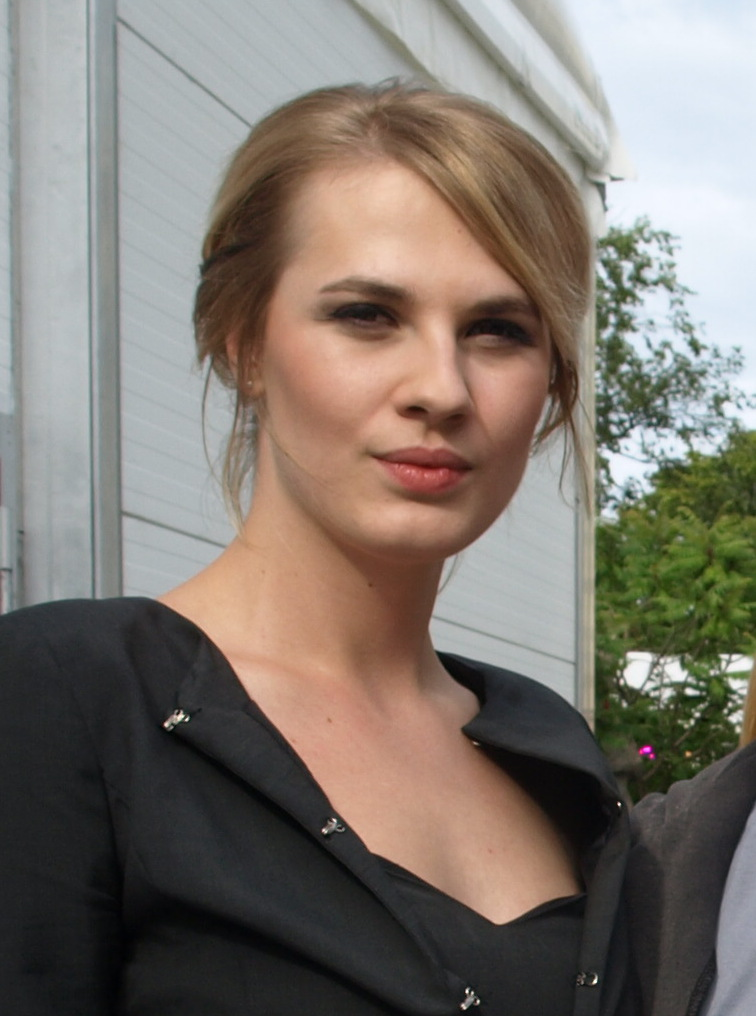
Michalina Manios zajęła 3. miejsce w drugiej edycji programu

| Miejsce | Imię i nazwisko       |
| ------- | --------------------- |
| 1.      | Paulina Papierska     |
| 2.      | Aleksandra Kuligowska |
| 3.      | Anna Piszczałka       |
| 4.      | Katarzyna Smolińska   |
| 5.      | Weronika Lewicka      |
| 6.      | Beata Szarłowska      |
| 7.      | Magdalena Swat        |
| 8.      | Emilia Pietras        |
| 9.      | Marta Szulawiak       |
| 10.     | Pamela Jedziniak      |
| 11.     | Nicole Rosłoniec      |
| 12.     | Paulina Pszech        |
| 13.     | Sonia Wesołowska      |
| 14.     | Zuzanna Walkowiak     |

### Goście specjalni
- odcinek 4 – Łukasz Jemioł, Wojciech Rostowski, Anna Jurgaś, Anja Rubik
- odcinek 5 – Kazimiera Szczuka
- odcinek 6 – Wojciech Wojtczak
- odcinek 7 – Szymon Majewski
- odcinek 8 – Anja Rubik, Iza Bartosz, Mariusz Brzozowski, Marcin Paprocki, Rodrigo De La Garza, Sasha Knezevic, Lucyna Szymańska
- odcinek 10 – Iwona Guzowska

### Fashion Week
Milano Fashion Week - Mediolan, Włochy

## Druga edycja (2011)

### Wyniki
| Miejsce | Imię i nazwisko        |
| ------- | ---------------------- |
| 1.      | Olga Kaczyńska         |
| 2.      | Anna Bałon             |
| 3.      | Michalina Manios       |
| 4.      | Joanna Kudzbalska      |
| 5.      | Honorata Wojtkowska    |
| 6.      | Oliwia Downar-Dukowicz |
| 6.      | Dorota Trojanowska     |
| 8.      | Viktoria Driuk         |
| 9.      | Wiera Suprunenko       |
| 10.     | Natalia Piaskowska     |
| 11.     | Magdalena Roman        |
| 12.     | Gabriela Pacholarz     |
| 13.     | Karolina Henning       |

### Goście specjalni
- odcinek 5 – Anja Rubik
- odcinek 6 – Wayne Sterling
- odcinek 7 – Anja Rubik
- odcinek 8 – Magda Gessler, Martyna Wojciechowska, Teresa Rosati, Tomasz Jacyków, Ewa Minge, Robert Kupisz, Gosia Baczyńska
- odcinek 9 – Kazimierz Mazur, Joanna Jabłczyńska, Tomasz Schimscheiner
- odcinek 10 – Anna Jurgaś
- odcinek 11 – Peyman Amin
- odcinek 12 – Vincent McDoom
- odcinek 13 – Michał Piróg
- odcinek 14 – Anja Rubik, Joel Wilkenfeld

### Fashion Week
Paris Fashion Week - Paryż, Francja

## Trzecia edycja (2013)

### Wyniki
| Miejsce | Imię i nazwisko       |
| ------- | --------------------- |
| 1.      | Zuzanna Kołodziejczyk |
| 2.      | Marcela Leszczak      |
| 3.      | Klaudia Strzyżewska   |
| 4.      | Renata Kurczab        |
| 5.      | Tamara Subbotko       |
| 6.      | Justyna Pawlicka      |
| 7.      | Anna Cybulska         |
| 8.      | Joanna Zaremska       |
| 9.      | Aleksandra Krysiak    |
| 10.     | Marta Zimlińska       |
| 11.     | Anna Koryto           |
| 12.     | Anna Piechowiak       |
| 13.     | Aleksandra Antas      |
| 14.     | Ksenia Chlebicka      |

### Goście specjalni
- odcinek 6 – Zuzanna Bijoch, Ewelina Lisowska
- odcinek 7 – Witold Szmańda, Daria Widawska
- odcinek 8 – Kamil Owczarek, Michał Gilbert Lach, Julia Pietrucha
- odcinek 9 – Witold Szmańda, Malwina Wędzikowska, Waris Dirie
- odcinek 10 – Wojciech Wojtczak, Martyna Kostrzyńska, Joanna Winiarska, Anja Rubik, Lucyna Szymańska
- odcinek 11 – Joanna Zwierzyńska, Michał Maciejewski, Kacper Matuszewski
- odcinek 12 – Asmita Marwa, Narendra Kumar, Masaba Gupta, Shivan Bhatiya, Narresh Kukreja
- odcinek 14 – Anja Rubik, Patricia Kazadi, Saif Mahdi

### Fashion Week
Lakme Fashion Week  - Mumbaj, Indie

## Czwarta edycja (2014)

### Wyniki
| Miejsce | Imię i nazwisko        |
| ------- | ---------------------- |
| 1.      | Osuenhe Ugonoh         |
| 2.      | Michał Baryza          |
| 3.      | Marta Sędzicka         |
| 4.      | Mateusz Jarzębiak      |
| 5.      | Michalina Strabel      |
| 6.      | Aleksandra Żuraw       |
| 7.      | Ewelina Pachucka       |
| 8.      | Paulina Czumaczenko    |
| 9.      | Mateusz Maga           |
| 10.     | Adam Boguta            |
| 11.     | Aleksandra Grzegorczyk |
| 12.     | Michał Kaszyński       |
| 13.     | Karolina Kaczyńska     |

### Goście specjalni
- odcinek 4 – Anna Jurgaś, Agnieszka Maciąg
- odcinek 5 – Ewa Chodakowska, Anatol Modzelewski, Zuzanna Bijoch
- odcinek 6 – Tony Ward, Adrian Włodarski
- odcinek 7 – Kamila Szczawińska
- odcinek 8 – Zofia Ślotała, Przemysław Saleta
- odcinek 9 – Barbara Kurdej-Szatan, Wojciech Brzozowski, Kinga Rusin
- odcinek 10 – Bar Refa’eli
- odcinek 11 – Anja Rubik, Michał Piróg
- odcinek 13 – Kasia Struss

### Fashion Week
Lisbon Fashion Week  - Lizbona, Portugalia

## Piąta edycja (2015)

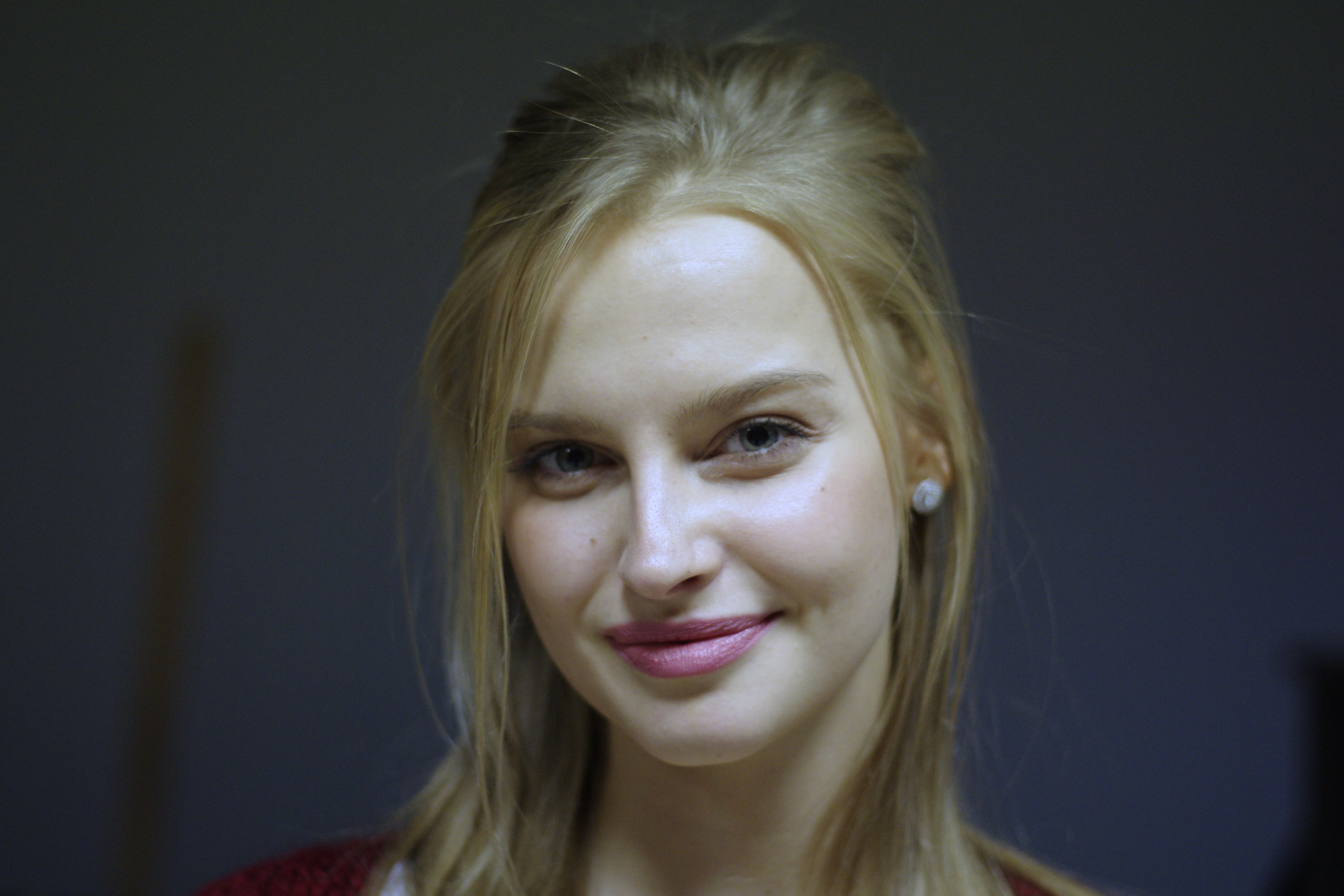
Karolina Pisarek zajęła 2. miejsce w piątej edycji programu

### Wyniki
| Miejsce | Imię i nazwisko              |
| ------- | ---------------------------- |
| 1.      | Radosław Pestka              |
| 2.      | Karolina Pisarek             |
| 3.      | Jakob Kosel                  |
| 4.      | Karolina Gilon               |
| 4.      | Magdalena Stępień-Kolesnikow |
| 6.      | Samuel Kowalski              |
| 7.      | Kamila Ibrom                 |
| 7.      | Andre Whyte                  |
| 9.      | Natalia Gulkowska            |
| 10.     | Michael Mikołajczuk          |
| 11.     | Aleksandra Ławnik-Sadkowska  |
| 11.     | Sebastian Zawiliński         |
| 13.     | Jagoda Judzińska             |
| 14.     | Justyna Łopian               |

### Goście specjalni
- odcinek 4 – Łukasz Urbański, Michał Baryza, Osi Ugonoh, Marcelina Zawadzka
- odcinek 5 – Zo Nowak
- odcinek 6 – Tomasz Oświeciński, Marta Sędzicka, Michalina Strabel, Michał Baryza, Katarzyna Zapaśnik, Marcin Perchuć, Julia Pogrebińska
- odcinek 7 – Kasia Struss
- odcinek 8 – Anna Jurgaś

### Fashion Week
Vietnam Fashion Week  - Wietnam

## Szósta edycja (2016)

### Wyniki
| Miejsce | Imię i nazwisko       |
| ------- | --------------------- |
| 1.      | Patryk Grudowicz      |
| 2.      | Ewa Niespodziana      |
| 3.      | Daria Zhalina         |
| 4.      | Natalia Karabasz      |
| 4.      | Daniel Tracz          |
| 6.      | Adrianna Daniel       |
| 7.      | Adam Niedźwiedź       |
| 8.      | Mateusz Mil           |
| 9.      | Kamila Warzecha       |
| 10.     | Mateusz Zapotocki     |
| 11.     | Aleksandra Zbinkowska |
| 12.     | Sasza Muzheiko        |
| 13.     | Mariusz Tomczak       |
| 14.     | Zuzanna Matysiak      |
| 15.     | Kamil Popławski       |

### Goście specjalni
- odcinek 4 – Łukasz Jemioł, Robert Wolański
- odcinek 5 – Basia Richards, Małgorzata Kożuchowska, Monika Mariotti, Maciej Musiałowski, Agnieszka Przepiórska, Anna Jurgaś
- odcinek 6 – Sandra Kubicka
- odcinek 7 – Bartłomiej Lipka, Małgorzata Leitner, Anna Jagodzińska
- odcinek 8 – Tamara Gonzalez Perea, Weronika Książkiewicz
- odcinek 9 – Anna Jurgaś, Michał Szpak, Dawid Kwiatkowski, Reni Jusis, Filip Bobek, Helen Graffner, Łukasz Tunikowski, Jan Wieczorkowski, Marta Kuligowska
- odcinek 10 – Karolina Pilarczyk, Michał Kuś, Anna Jagodzińska, Mariusz Przybylski
- odcinek 11 – Mónica Cruz
- odcinek 12 – Michał Piróg
- odcinek 13 – Anna Jagodzińska

### Fashion Week
Madrit Fashion Week  - Madryt, Hiszpania

## Siódma edycja (2018)

### Wyniki
| Miejsce | Imię i nazwisko       |
| ------- | --------------------- |
| 1.      | Katarzyna Szklarczyk  |
| 2.      | Hubert Gromadzki      |
| 3.      | Anna Markowska        |
| 4.      | Michał Borzuchowski   |
| 4.      | Magdalena Przybielska |
| 6.      | Daria Dąbrowska       |
| 7.      | Szymon Reich          |
| 7.      | Oliwia Zasada         |
| 9.      | Piotr Muszyński       |
| 10.     | Żaklina Ta Dinh       |
| 11.     | Ange-Sophie Reich     |
| 11.     | Franciszek Strąkowski |
| 13.     | Natalia Gorączka      |
| 14.     | Julia Frankowicz      |

### Goście specjalni
- odcinek 4 – Małgorzata Rozenek-Majdan, Robert Biedroń
- odcinek 5 – Ewa Grzelakowska-Kostoglu, Maria Konarowska, Michał Mikołajczak, Anja Rubik
- odcinek 6 – Robert Kupisz, Zuzanna Bijoch, Mariusz Przybylski
- odcinek 7 – Julia Wieniawa, Paweł Księżopolski, Anna Jurgaś, Sasha Knezevic
- odcinek 8 – Osi Ugonoh, Daniel Tracz, Michał Baryza, Anna Jurgaś, Marta Dyks
- odcinek 13 – Anja Rubik

### Fashion Week
Los Angeles, USA 

## Ósma edycja (2019)

### Wyniki
| Miejsce | Imię i nazwisko     |
| ------- | ------------------- |
| 1.      | Dawid Woskanian     |
| 2.      | Olga Kleczkowska    |
| 3.      | Stanisław Obolewicz |
| 4.      | Sandra Dorsz        |
| 5.      | Klaudia El Dursi    |
| 6.      | Kinga Wawrzyniak    |
| 7.      | Michał Gała         |
| 7.      | Anna Jaroszewska    |
| 9.      | Klaudia Chojnacka   |
| 10.     | Marcin Chowaniak    |
| 11.     | Kinga Dębska        |
| 11.     | Rafał Torkowski     |
| 13.     | Magdalena Karwacka  |
| 14.     | Nikola Furman       |
| 15.     | Denis Chmielewski   |
| 16.     | Radosław Czekański  |

### Goście specjalni
- Odcinek 4 – Magdalena Frąckowiak
- Odcinek 5 – Maffashion, Wujaszek Liestyle, Kasia Struss, Katarzyna Dąbrowska, Karolina Pisarek
- Odcinek 6 – Anna Jagodzińska, Marta Wojtal
- Odcinek 7 – Michał Koterski, Jerzy Owsiak, Natasza Urbańska, Roksana Węgiel, Cleo Ćwiek
- Odcinek 8 – Anita Sobańska
- Odcinek 9 – Daria Zawiałow, Piotr Kraśko, Karolina Ferenstein-Kraśko
- Odcinek 10 – Małgorzata Kożuchowska, Karla Gruszecka, Filip Niedenthal, Adam Boguta, Adam Niedźwiedź, Anna Markowska, Franciszek Strąkowski, Hubert Gromadzki, Katarzyna Szklarczyk, Patryk Grudowicz, Żaklina Ta Dinh
- Odcinek 13 – Magda Mołek, Kasia Struss

### Fashion Week
Stambuł, Turcja

## Dziewiąta edycja (2020)

### Wyniki
| Miejsce           | Imię i nazwisko         |
| ----------------- | ----------------------- |
| 1.                | Mikołaj Śmieszek        |
| 2.                | Patrycja Sobolewska     |
| 3.                | Weronika Kaniewska      |
| 4.                | Mariusz Jakubowski      |
| 4.                | Karolina Kuczyńska      |
| 4.                | Ernest Morawski         |
| 4.                | Maja Siwik              |
| 8.                | Karolina Płocka         |
| 9.                | Łukasz Bogusławski      |
| 10.               | Gracja Kalibabka        |
| 11.               | Agnieszka Skrzeczkowska |
| 12.               | Dominik Bereżański      |
| 13.               | Wiktoria Chorążak       |
| zdyskwalifikowany | Dominic D’Angelica      |

### Goście specjalni
- odcinek 4 – Marcin Paprocki, Mariusz Brzozowski, Julia Banaś
- odcinek 5 – Anna Gacek, Marianna Kowalewska, Ralph Kaminski, Katarzyna Dąbrowska, Julia Wieniawa
- odcinek 6 – Aleksandra Nowak, Klaudia Halejcio, Patrycja Markowska
- odcinek 7 – Bartosz Bednorz, Joanna Jędrzejczyk
- odcinek 8 – Klaudia El Dursi, Jakob Kosel, Stanisław Obolewicz, Olga Kleczkowska, Katarzyna Szklarczyk, Anna Markowska, Dawid Woskanian, Hubert Gromadzki, Anna Jaroszewska, Rafał Torkowski, Franciszek Strąkowski, Małgorzata Rozenek-Majdan, Radosław Majdan
- odcinek 9 – Karolina Pisarek, Anna Lewandowska
- odcinek 10 – Monika Jagaciak
- odcinek 12 – Karla Gruszecka

### Fashion Week
Ateny, Grecja

## Dziesiąta edycja (2021)

### Wyniki
| Miejsce | Imię i nazwisko       |
| ------- | --------------------- |
| 1.      | Dominika Wysocka      |
| 2.      | Nicole Akonchong      |
| 3.      | Julia Sobczyńska      |
| 4.      | Kacper Jasiński       |
| 4.      | Mikołaj Krawiecki     |
| 6.      | Weronika Zoń          |
| 7.      | Arkadiusz Pydych      |
| 7.      | Aleksandra Skubis     |
| 9.      | Adam Lochyński        |
| 10.     | Sophia Mokhar         |
| 11.     | Łukasz Wasielewski    |
| 12.     | Olga Król             |
| 13.     | Wiktoria Pawliszewska |
| 14.     | Bartosz Kloch         |
| 15.     | Kacper Orenkiewicz    |

### Goście specjalni
- odcinek 3. – Mateusz Nasternak, Kajus Pyrz
- odcinek 4. – Adam Pluciński, Robert Kupisz
- odcinek 5. – Maddie Kulicka, Łukasz Pęcak, Ewa Farna, Weronika Sowa, Jagna Niedzielska, Natasza Parzymies, Marta Dyks
- odcinek 6. – Rafał Świąder, Mariusz Przybylski, Jan Kliment, Lenka Klimentova, Marta Wojtal, Joanna Koroniewska
- odcinek 7. – Smolasty, Dominik Sadoch, Julia Kamińska, Marcelina Misztal, Oliwia Pogodzińska, Ralph Kaminski
- odcinek 8. – Michał Koterski, Marcin Starzecki, Julia Banaś
- odcinek 9. – Małgorzata Socha, Mateusz Suda, Magic Mars, Karolina Pisarek, Zuzanna Kołodziejczyk, Katarzyna Szklarczyk, Mikołaj Śmieszek, Anna Piszczałka, Olga Kaczyńska, Dawid Woskanian, Mateusz Maga, Patryk Grudowicz
- odcinek 10. – Aleksandra Kowal, Robert Kuta, Maciej Sieradzki, Jakub Bartnik, Jakub Buczyński, Agnieszka Kulesza, Łukasz Pik, Jakub Józef Orliński, Ashlee Barrett Bourmier, Ina Lekiewicz

### Fashion Week
Praga, Czechy

## Jedenasta edycja (2022)

### Wyniki
| Miejsce | Imię i nazwisko         |
| ------- | ----------------------- |
| 1.      | Klaudia Nieścior        |
| 2.      | Natalia Woś             |
| 3.      | Michalina Wojciechowska |
| 4.      | Borys Barchan           |
| 4.      | Adriana Hyzopska        |
| 4.      | Maciej Skiba            |
| 7.      | Aleksandra Helis        |
| 8.      | Adrian Nkwamu           |
| 8.      | Weronika Pawelec        |
| 10.     | Martyna Kaczmarek       |
| 11.     | Filip Ferner            |
| 12.     | Krystian Embradora      |
| 13.     | Marcelina Zetler        |
| 14.     | Karolina Kuracińska     |

### Goście specjalni
- odcinek 3. – Peyman Amin
- odcinek 4. – Monika Jagaciak
- odcinek 5. – Dominika Wysocka, Klaudia El Dursi, Katarzyna Zillmann, Magdalena Piotrowska, Katarzyna Dąbrowska, Marianna Gierszewska
- odcinek 6. – Julia Sobczyńska, Gosia Baczyńska, Mariusz Przybylski, Jessica Mercedes, Jon Reyman, Aleksandra Adamska
- odcinek 7. – Kilian Kerner, Sylwia Lipka, Michał Czernecki, Mrozu, Natasza Parzymies
- odcinek 8. – Maria Dębska, Paweł Szkolik, Daniel Tracz, Mateusz Mil, Katarzyna Szklarczyk, Dawid Woskanian, Patrycja Sobolewska, Mariusz Jakubowski, Ernest Morwaski, Łukasz Bogusławski, Dominika Wysocka, Nicole Akonchong, Arkadiusz Pydych, Rúrik Gíslason, Wojciech Rudzki, Natalia Maliszewska, Katarzyna Bielska
- odcinek 9. – Paweł Węgrzyn, Paulina Krupińska, Sylwia Butor, Julia Pośnik, Kuba Grochmalski, Maja Zimnoch
- odcinek 10. – Maja Salamon, Przemysław Dzienis, Żabson
- odcinek 14. – Anja Rubik

### Fashion Week
South African Fashion Week - Cape Town

## Dwunasta edycja (2023)

### Wyniki
| Miejsce | Imię i nazwisko        |
| ------- | ---------------------- |
| 1.      | Dominik Szymański      |
| 2.      | Sofia Konecka-Menescal |
| 3.      | Wiktoria Darda         |
| 4.      | Natalia Węgrzynowska   |
| 5.      | Aleksander Szynkariow  |
| 5.      | Amelia Wnęk            |
| 7.      | Filip Krogulski        |
| 8.      | Tadeusz Mikołajczak    |
| 8.      | Marta Szatańska        |
| 10.     | Wiktoria Różańska      |
| 11.     | Wiktoria Burejza       |
| 12.     | Mateusz Dziedzic       |
| 13.     | Noemi Penczyło         |
| 13.     | Oliwier Sobczyk        |
| 15.     | Zoja Sinitchine        |

### Goście specjalni
- odcinek 3 – Selina Popp
- odcinek 4 – Daniela Peštová, Mariusz Przybylski
- odcinek 5 – Sylwia Butor, Katarzyna Dąbrowska, Ralph Kaminski
- odcinek 6 – Łukasz Jemioł, Zuza Kołodziejczyk, Weronika Kosińska, Marta Łachacz, Asia Piwka, Jakub Pleśniarski, Alicja Sobczak
- odcinek 7 – Magdalena Fraj, Paris Hilton, Sabina Jakubowicz, Kevin Ostajewski, Maja Sieroń
- odcinek 8 – Magdalena Boczarska, Ewa Chodakowska, Helena Englert, Paweł Kocan, Ofelia
- odcinek 9 – Adrian Nkwamu, Łukasz Bogusławki, Anna Markowska, Stanisław Obolewicz, Klaudia Nieścior, Dominika Wysocka, Maciej Skiba, Nicole Akonchong, Arkadiusz Pydych, Natalia Woś, Mateusz Stefanowski, Tala Dołgowska, Natalia Kaczmarek, Maciej Musiał, Michael Zieliński
- odcinek 10 – Daniel Firman, Karla Gruszecka, Dominka Lubawa, Karolina Malinowska, Danil Vitkowski, Maja Zimnoch
- odcinek 11 – Genevieve Sztuk, Louise Mørck Mikkelsen
- odcinek 12 – Henrik Vibskov, Soeren Le Schmidt, Birgitte Herskind, Gestuz
- odcinek 13 – Gosia Baczyńska, Julia Rocka, Natalia Nykiel, Sorry Boys

### Fashion Week
Kopenhaga, Dania

## Trzynasta edycja (2024)

### Wyniki
| Miejsce | Imię i nazwisko    |
| ------- | ------------------ |
| 1.      | Klaudia Zioberczyk |
| 2.      | Hubert Włodarczak  |
| 3.      | Adrianna Posiadała |
| 4.      | Karolina Sobótka   |
| 5.      | Piotr Koprowski    |
| 5.      | Maja Słodzińska    |
| 7.      | Grzegorz Gastman   |
| 7.      | Julia Knach        |
| 9.      | Tymoteusz Zimny    |
| 10.     | Filip Blecharczyk  |
| 11.     | Aleksandra Zyśk    |
| 12.     | Mateusz Nowak      |
| 13.     | Masha Misevich     |
| 14.     | Sara Stankiewicz   |
| 15.     | Margo Przybysz     |
| 15.     | Martyna Dworak     |
| 15.     | Emilia Strojny     |
| 15.     | Benhur Isiksal     |
| 19.     | Filip Jędrachowicz |
| 19.     | Mateusz Mamak      |

### Goście specjalni
- odcinek 3 – John Bruce
- odcinek 4 – Helena Englert
- odcinek 5 – Anna Lewandowska, Sylwia Butor, Mery Spolsky
- odcinek 6 – Malwina Wędzikowska, Karolina Ferenstein-Kraśko
- odcinek 7 – Arkadius, Żabson
- odcinek 8 – uczestnicy poprzednich edycji Top Model, Karolina Pisarek, Maja Zimnoch
- odcinek 9 – Daga Ziober
- odcinek 10 – Alexi Lubomirski, Joanna Koroniewska, Maciej Dowbor, Bogna Sworowska, Monika Olejnik, Aleksandra Mirosław, Orina Krajewska, Jakub Józef Orliński, Natalia Bukowiecka, Grażyna Szapołowska

### Fashion Week
Lizbona, Portugalia

## Emisja w telewizji
| Edycja | Odcinki      | Pierwsza emisja telewizyjna (TVN) | Pierwsza emisja telewizyjna (TVN) | Pierwsza emisja telewizyjna (TVN) | Pierwsza emisja telewizyjna (TVN) |
| Edycja | Odcinki      | Sezon                             | Premiera                          | Finał                             | Pora emisji                       |
| ------ | ------------ | --------------------------------- | --------------------------------- | --------------------------------- | --------------------------------- |
| 1.     | 1–13 (13)    | jesień 2010                       | 8 września 2010                   | 1 grudnia 2010                    | środa 21.30                       |
| 2.     | 14–27 (14)   | jesień 2011                       | 7 września 2011                   | 7 grudnia 2011                    | środa 21.30                       |
| 3.     | 28–41 (14)   | wiosna 2013                       | 6 marca 2013                      | 5 czerwca 2013                    | środa 21.30                       |
| 4.     | 42–54 (13)   | jesień 2014                       | 1 września 2014                   | 24 listopada 2014                 | poniedziałek 21.30                |
| 5.     | 55–67 (13)   | jesień 2015                       | 7 września 2015                   | 30 listopada 2015                 | poniedziałek 21.30                |
| 6.     | 68–80 (13)   | jesień 2016                       | 6 września 2016                   | 29 listopada 2016                 | wtorek 21.30                      |
| 7.     | 81–93 (13)   | jesień 2018                       | 3 września 2018                   | 26 listopada 2018                 | poniedziałek 21.30                |
| 8.     | 94–106 (13)  | jesień 2019                       | 2 września 2019                   | 25 listopada 2019                 | poniedziałek 21.30                |
| 9.     | 107–119 (13) | jesień 2020                       | 2 września 2020                   | 25 listopada 2020                 | środa 21.30/21.35                 |
| 10.    | 120–132 (13) | jesień 2021                       | 1 września 2021                   | 24 listopada 2021                 | środa 21.30/21.35                 |
| 11.    | 133–146 (14) | jesień 2022                       | 7 września 2022                   | 7 grudnia 2022                    | środa 21.30/21.35                 |
| 12.    | 147–159 (13) | jesień 2023                       | 2 września 2023                   | 25 listopada 2023                 | sobota 20.00                      |
| 13.    | 160-171 (12) | jesień 2024                       | 4 września 2024                   | 20 listopada 2024                 | środa 21.30/21.35                 |
| 14.    | 172-         | jesień 2025                       | 3 września 2025                   |                                   | środa 21.30/21.35                 |

## Oglądalność w telewizji linearnej
| Odcinek             | Seria                            | Seria                            | Seria                        | Seria                        | Seria                            | Seria                            | Seria                            | Seria                            | Seria                            | Seria                           | Seria                            | Seria                          |                             |
| Odcinek             | 1                                | 2                                | 3                            | 4                            | 5                                | 6                                | 7                                | 8                                | 9                                | 10                              | 11                               | 12                             | 13                          |
| ------------------- | -------------------------------- | -------------------------------- | ---------------------------- | ---------------------------- | -------------------------------- | -------------------------------- | -------------------------------- | -------------------------------- | -------------------------------- | ------------------------------- | -------------------------------- | ------------------------------ | --------------------------- |
| 1.                  | 2 019 365 (8 września 2010)      | 2 541 981 (7 września 2011)      | 1 910 768 (6 marca 2013)     | 2 051 025 (1 września 2014)  | 1 346 2140 (7 września 2015)     | 1 297 420 (6 września 2016)      | 1 574 044 (3 września 2018)      | 1 490 660 (2 września 2019)      | 1 039 558 (2 września 2020)      | 1 092 307 (1 września 2021)     | 720 811 (7 września 2022)        | 605 315 (2 września 2023)      | 663 000 (4 września 2024)   |
| 2.                  | 2 621 773 (15 września 2010)     | 2 724 641 (14 września 2011)     | 2 192 876 (13 marca 2013)    | 2 139 261 (8 września 2014)  | 1 681 653 (14 września 2015)     | 1 387 305 (13 września 2016)     | 1 742 781 (10 września 2018)     | 1 080 239 (9 września 2019)      | 1 167 469 (9 września 2020)      | 895 939 (8 września 2021)       | 725 226 (14 września 2022)       | 589 924 (9 września 2023)      | 649 000 (11 września 2024)  |
| 3.                  | 2 495 414 (22 września 2010)     | 2 618 949 (21 września 2011)     | 2 748 939 (20 marca 2013)    | 2 482 463 (15 września 2014) | 1 504 011 (21 września 2015)     | 1 375 443 (20 września 2016)     | 1 484 090 (17 września 2018)     | 1 281 135 (16 września 2019)     | 1 121 627 (16 września 2020)     | 1 063 283 (15 września 2021)    | 919 076 (21 września 2022)       | 556 397 (16 września 2023)     | 627 000 (18 września 2024)  |
| 4.                  | 2 889 786 (29 września 2010)     | 2 884 312 (28 września 201)      | 2 545 912 (27 marca 2013)    | (22 września 2014)           | 1 100 847 (28 września 2015)     | 1 310 252 (27 września 2016)     | 1 628 447 (24 września 2018)     | 1 401 328 (23 września 2019)     | 1 240 255 (23 września 2020)     | (22 września 2021)              | 1 009 361 (28 września 2022)     | 628 971 (23 września 2023)     | (25 września 2024)          |
| 5.                  | 2 553 756 (6 października 2010)  | 2 549 432 (5 października 2011)  | 2 945 454 (3 kwietnia 2013)  | (29 września 2014)           | 1 894 970 (5 października 2015)  | 1 765 990 (4 października 2016)  | 1 641 620 (1 października 2018)  | 1 293 872 (30 września 2019)     | 1 081 657 (30 września 2020)     | (29 września 2021)              | 1 004 587 (5 października 2022)  | 788 100 (30 września 2023)     | (2 października 2024)       |
| 6.                  | 2 622 122 (13 października 2010) | 2 760 534 (12 października 2011) | 2 534 343 (10 kwietnia 2013) | (6 października 2014)        | 1 867 291 (12 października 2015) | 1 532 225 (11 października 2016) | 1 858 425 (8 października 2018)  | 1 610 969 (7 października 2019)  | 1 184 754 (7 października 2020)  | 1 162 832 (6 października 2021) | 926 587 (12 października 2022)   | 639 525 (7 października 2023)  | (9 października 2024)       |
| 7.                  | 2 705 559 (20 października 2010) | 2 790 281 (19 października 2011) | 3 145 555 (17 kwietnia 2013) | (13 października 2014)       | (19 października 2014)           | 1 360 489 (18 października 2016) | 1 689 334 (15 października 2018) | 1 109 515 (14 października 2019) | 1 032 760 (14 października 2020) | (13 października 2021)          | 1 019 023 (19 października 2022) | 684 806 (14 października 2023) | (16 października 2024)      |
| 8.                  | 2 758 056 (27 października 2010  | 2 842 109 (26 października 2011) | 2 336 493 (24 kwietnia 2013) | (20 października 2014)       | (26 października 2014)           | 1 739 203 (25 października 2016) | 1 464 933 (22 października 2018) | 1 494 271 (21 października 2019) | 1 187 207 (21 października 2020) | (20 października 2021)          | 839 835 (26 października 2022)   | 751 567 (21 października 2023) | (23 października 2024)      |
| 9.                  | 2 522 787 (3 listopada 2010)     | 2 777 900 (2 listopada 2011)     | 2 574 287 (1 maja 2013)      | (27 października 2014)       | (2 listopada 2015)               | 1 713 692 (1 listopada 2016)     | 1 456 165 (29 października 2018) | 1 296 912 (28 października 2019) | 1 128 166 (28 października 2020) | (27 października 2021)          | 845 930 (2 listopada 2022)       | 713 340 (28 października 2023) | (30 października 2024)      |
| 10.                 | 2 233 013 (10 listopada 2010)    | 2 752 990 (9 listopada 2011)     | 2 738 021 (8 maja 2013)      | (3 listopada 2014)           | (9 listopada 2015)               | 1 614 330 (8 listopada 2016)     | 1 456 165 (5 listopada 2018)     | 1 566 940 (4 listopada 2019)     | 1 182 022 (4 listopada 2020)     | (3 listopada 2021)              | 885 053 (9 listopada 2022)       | 741 968 (4 listopada 2023)     | (6 listopada 2024)          |
| 11.                 | 2 147 477 (17 listopada 2010)    | 2 578 268 (16 listopada 2011)    | 2 334 836 (15 maja 2013)     | (10 listopada 2014)          | 1 942 537 (16 listopada 2015)    | 1 626 310 (15 listopada 2016)    | 1 706 714 (12 listopada 2018)    | 1 440 116 (11 listopada 2019)    | 1 138 470 (11 listopada 2020)    | (10 listopada 2021)             | 906 643 (16 listopada 2022)      | 865 763 (11 listopada 2023)    | (13 listopada 2024)         |
| 12.                 | 2 787 763 (24 listopada 2010)    | 2 518 469 (23 listopada 2011)    | 2 637 262 (22 maja 2013)     | (17 listopada 2014)          | (23 listopada 2015)              | 1 466 110 (22 listopada 2016)    | 1 590 399 (19 listopada 2018)    | 1 463 286 (18 listopada 2019)    | 1 138 470 (18 listopada 2020)    | 1 149 792 (17 listopada 2021)   | 814 743 (23 listopada 2022)      | 764 903 (18 listopada 2023)    | 849 000 (20 listopada 2024) |
| 13.                 | 2 630 517 (1 grudnia 2010)       | 2 692 179 (30 listopada 2011)    | 2 839 526 (29 maja 2013)     | (24 listopada 2014)          | (30 listopada 2015)              | 1 594 600 (29 listopada 2016)    | 1 820 994 (26 listopada 2018)    | 1 461 477 (25 listopada 2019)    | 1 502 377 (25 listopada 2020)    | 1 172 515 (24 listopada 2021)   | 733 871 (30 listopada 2022)      | 837 488 (25 listopada 2023)    | —                           |
| 14.                 | —                                | 2 718 769 (7 grudnia 2011)       | 2 567 567 (5 czerwca 2013)   | —                            | —                                | —                                | —                                | —                                | —                                | —                               | 996 689 (7 grudnia 2022)         | —                              | —                           |
| Średnia oglądalność | 2 542 646                        | 2 697 666                        | 2 230 849                    | 2 208 091                    | 1 708 953                        | 1 522 817                        | 1 628 998                        | 1 384 462                        | 1 164 808                        | 1 065 387                       | 881 959                          | 705 236                        | 691 000                     |

## Kontrowersje
Była Pełnomocnik Rządu do spraw Równego Statusu Kobiet i Mężczyzn, Elżbieta Radziszewska uważa, że program Top Model jest seksistowski i szowinistyczny. Wystąpiła do Krajowej Rady Radiofonii i Telewizji oraz telewizji TVN, prosząc o wytłumaczenie producentów w sprawie sprawdzania przez Dawida Wolińskiego autentyczności piersi Angeliki Fajcht, jednej z uczestniczek programu. Zachowanie Wolińskiego wywołało falę oburzenia od widzów. Za poniżające modelkę zachowanie Wolińskiego oraz za promowanie nagości stacja musiała zapłacić karę w wysokości 150 tysięcy złotych.
Monika Guzińska, właścicielka agencji modelek, na konferencji na temat programu Top Model powiedziała, że program „nie pokazuje prawdy o zawodzie modelki”. Dodała, że program „psuje wizerunek tego zawodu”. Do Krajowej Rady Radiofonii i Telewizji wpłynęło kilka skarg na „systematyczne upokarzanie osób uczestniczących w programie” oraz na „pogardliwe traktowanie uczestniczek poprzez obraźliwe wypowiedzi dotyczące ich urody, wieku czy inteligencji”.
W 9. edycji kilka dni przed finałem zdyskwalifikowano finalistę Dominica D'Angelica, po informacji, że skazano go za przestępstwo seksualne.  